# Quân hàm Quân đội Hoàng gia Campuchia
Quân hàm Campuchia là hệ thống quân hàm hiện tại của Lực lượng Vũ trang Hoàng gia Campuchia.

## Lịch sử
Là một cựu thuộc địa của Pháp, sau khi Campuchia được Pháp tuyên bố trao trả độc lập ngày 9 tháng 11 năm 1953, Quân đội Quốc gia Campuchia (Forces Armées Nationales Cambodgiennes – FANC) cũng được thành lập dựa trên nền tảng những đơn vị binh lính người bản xứ Khmer trong quân đội Pháp. Một hệ thống quân hàm riêng cho FARK được thành lập, về cơ bản giống hệt hệ thống quân hàm của quân đội Pháp với những thay đổi nhỏ trên cấp hiệu và danh xưng quân hàm bằng tiếng Khmer. Mặc dù trên danh nghĩa là một quân đội độc lập, nhưng trên thực tế, FANC quá nhỏ yếu và phụ thuộc hoàn toàn vào quân đội Pháp cả về chỉ huy lẫn hậu cần nên gần như không đóng vai trò gì trong cuộc chiến giữa một bên là quân đội Pháp và lực lượng phụ lực bản xứ với các đội quân vũ trang giành độc lập của 3 nước Đông Dương mà chủ lực là Quân đội Nhân dân Việt Nam.
Năm 1955, quân Pháp rút khỏi Đông Dương theo các điều khoản của Hiệp định Genève, 1954, FANC được đổi tên thành Quân đội Hoàng gia Khmer (Forces Armées Royales Khmères - FARK). Trong bối cảnh cuộc chiến tranh Việt Nam ngày càng leo thang, trong khi Vương quốc Campuchia cố gắng giữ sự trung lập về chính trị, thì FARK ngày càng chịu ảnh hưởng sâu nặng của Mỹ theo sự gia tăng của các viện trợ quân sự. Đỉnh điểm với cuộc đảo chính Campuchia 1970, FARK chuyển đổi thành Quân đội Quốc gia Khmer (Forces Armées Nationales Khmères - FANK) theo mô hình quân đội Mỹ. Điểm khác biệt lớn nhất là sự hình thành cấp bậc thống chế tối cao cho Lon Nol, một cấp bậc chưa từng có ở Campuchia vào tháng 4 năm 1971.
Sau năm 1975, mặc dù tồn tại với tư cách quân đội quốc gia của nhà nước Campuchia Dân chủ, Quân Cách mạng Campuchia hoàn toàn không có hệ thống quân hàm, do chịu ảnh hưởng của Cách mạng Văn hóa Trung Quốc. Sau khi đánh bại chính quyền Khmer Đỏ và kiểm soát hầu hết lãnh thổ, Lực lượng vũ trang Cách mạng Nhân dân Campuchia của Cộng hòa Nhân dân Campuchia sử dụng một hệ thống cấp bậc và phù hiệu kiểu Liên Xô trong giai đoạn 1979-1993. Sau khi ra đời chính phủ liên hiệp và tái lập Vương quốc Campuchia, hệ thống quân hàm của Quân đội Hoàng gia Campuchia trở lại kiểu quân hàm quân đội Pháp truyền thống trước đây. Trong cả lục quân, hải quân và không quân, hệ thống cấp hiệu và danh xưng quân hàm giống nhau hoàn toàn, chỉ có vài điểm khác biệt nhỏ trên phù hiệu và quân phục.

## Sĩ quan
|            | Sĩ quan              | Sĩ quan          | Sĩ quan                | Sĩ quan            | Sĩ quan                | Sĩ quan | Sĩ quan  | Sĩ quan  | Sĩ quan | Sĩ quan  | Sĩ quan  | Sĩ quan  |
| Cấp Tướng  | Cấp Tướng            | Cấp Tướng        | Cấp Tướng              | Cấp Tướng          | Cấp Tá                 | Cấp Tá  | Cấp Tá   | Cấp Úy   | Cấp Úy  | Cấp Úy   | Cấp Úy   |          |
| ---------- | -------------------- | ---------------- | ---------------------- | ------------------ | ---------------------- | ------- | -------- | -------- | ------- | -------- | -------- | -------- |
| Lục quân   |                      |                  |                        |                    |                        |         |          |          |         |          |          |          |
| Hải quân   | Không có tương đương |                  |                        |                    |                        |         |          |          |         |          |          |          |
| Không quân | Không có tương đương |                  |                        |                    |                        |         |          |          |         |          |          |          |
| Hiến binh  | Không có tương đương |                  |                        |                    |                        |         |          |          |         |          |          |          |
| Cấp bậc    | Thống tướng          | Đại tướng/Đô đốc | Trung tướng/Phó đô đốc | Thiếu tướng/Đề đốc | Chuẩn tướng/Phó đề đốc | Đại tá  | Trung tá | Thiếu tá | Đại úy  | Trung úy | Thiếu úy | Chuẩn úy |

## Hạ sĩ quan và binh sĩ
|            | Hạ sĩ quan     | Hạ sĩ quan | Hạ sĩ quan    | Hạ sĩ quan | Hạ sĩ quan     | Hạ sĩ quan           | Hạ sĩ quan           | Binh sĩ              | Binh sĩ              |
| ---------- | -------------- | ---------- | ------------- | ---------- | -------------- | -------------------- | -------------------- | -------------------- | -------------------- |
| Lục quân   |                |            |               |            |                |                      |                      |                      |                      |
| Hải quân   |                |            |               |            |                |                      |                      |                      |                      |
| Không quân |                |            |               |            |                |                      |                      |                      |                      |
| Hiến binh  |                |            |               |            |                | Không có tương đương | Không có tương đương | Không có tương đương | Không có tương đương |
| Cấp bậc    | Thượng sĩ nhất | Thượng sĩ  | Trung sĩ nhất | Trung sĩ   | Chuẩn trung sĩ | Hạ sĩ nhất           | Hạ sĩ                | Binh nhất            | Binh nhì             |